# Bosone di Higgs
Il bosone di Higgs è un bosone elementare, scalare e massivo associato al campo di Higgs, che svolge un ruolo fondamentale nel Modello standard conferendo la massa alle particelle elementari tramite una rottura spontanea di simmetria. Inoltre garantisce la coerenza della teoria, che prima della sua introduzione portava a un valore di probabilità maggiore di uno per alcuni processi fisici. 
Fu teorizzato nel 1964 e rilevato per la prima volta nel 2012 negli esperimenti ATLAS e CMS, condotti con l'acceleratore di particelle LHC. Nel 2013 Peter Higgs e François Englert sono stati insigniti del premio Nobel per la fisica per la sua scoperta.

## Storia
Risulta opportuno fare una distinzione fra meccanismo di Higgs e bosone di Higgs. Introdotto nel 1964, il meccanismo di Higgs fu teorizzato dal fisico britannico Peter Higgs e indipendentemente da François Englert, Robert Brout (questi due studiosi lavorando su un'idea di Philip Anderson), Gerald Guralnik, Carl R. Hagen e Thomas Kibble (tutti questi fisici, rimasti relativamente in ombra rispetto a Peter Higgs, sono stati premiati nel 2010 per il loro contributo), ma solo la pubblicazione di Higgs citava esplicitamente, in una nota finale, la possibile esistenza di un nuovo bosone. Egli aggiunse tale nota dopo che una prima stesura era stata rifiutata dalla rivista Physics Letters, prima di reinviare il lavoro alla Physical Review Letters. Il bosone e il meccanismo di Higgs furono successivamente incorporati nel Modello standard, in una descrizione della forza debole come teoria di gauge, indipendentemente da Steven Weinberg e Abdus Salam nel 1967.
Il bosone di Higgs è dotato di massa propria, il cui valore non è previsto dal Modello standard. Misure indirette dalle determinazioni dei parametri elettrodeboli davano indicazioni che i valori più probabili fossero comunque relativamente bassi, in un intervallo accessibile al Large Hadron Collider presso il CERN. Molti modelli supersimmetrici predicevano inoltre che il valore più basso possibile della massa del bosone di Higgs fosse intorno a 120 GeV o meno, mentre la teoria dà un limite massimo di circa 200 GeV (≈3,5×10−25 kg).
Ricerche dirette effettuate al LEP avevano permesso di escludere valori inferiori a 114,5 GeV. Al 2002 gli acceleratori di particelle avevano raggiunto energie fino a 115 GeV. Benché un piccolo numero di eventi registrati avrebbero potuto essere interpretati come dovuti ai bosoni di Higgs, le prove a disposizione erano ancora inconcludenti. A partire dal 2001 la ricerca del bosone di Higgs si era spostata negli Stati Uniti, studiando le collisioni registrate all'acceleratore Tevatron presso il Fermilab. I dati lì raccolti avevano consentito di escludere l'esistenza di un bosone di Higgs con massa compresa tra 160 e 170 GeV/c2.

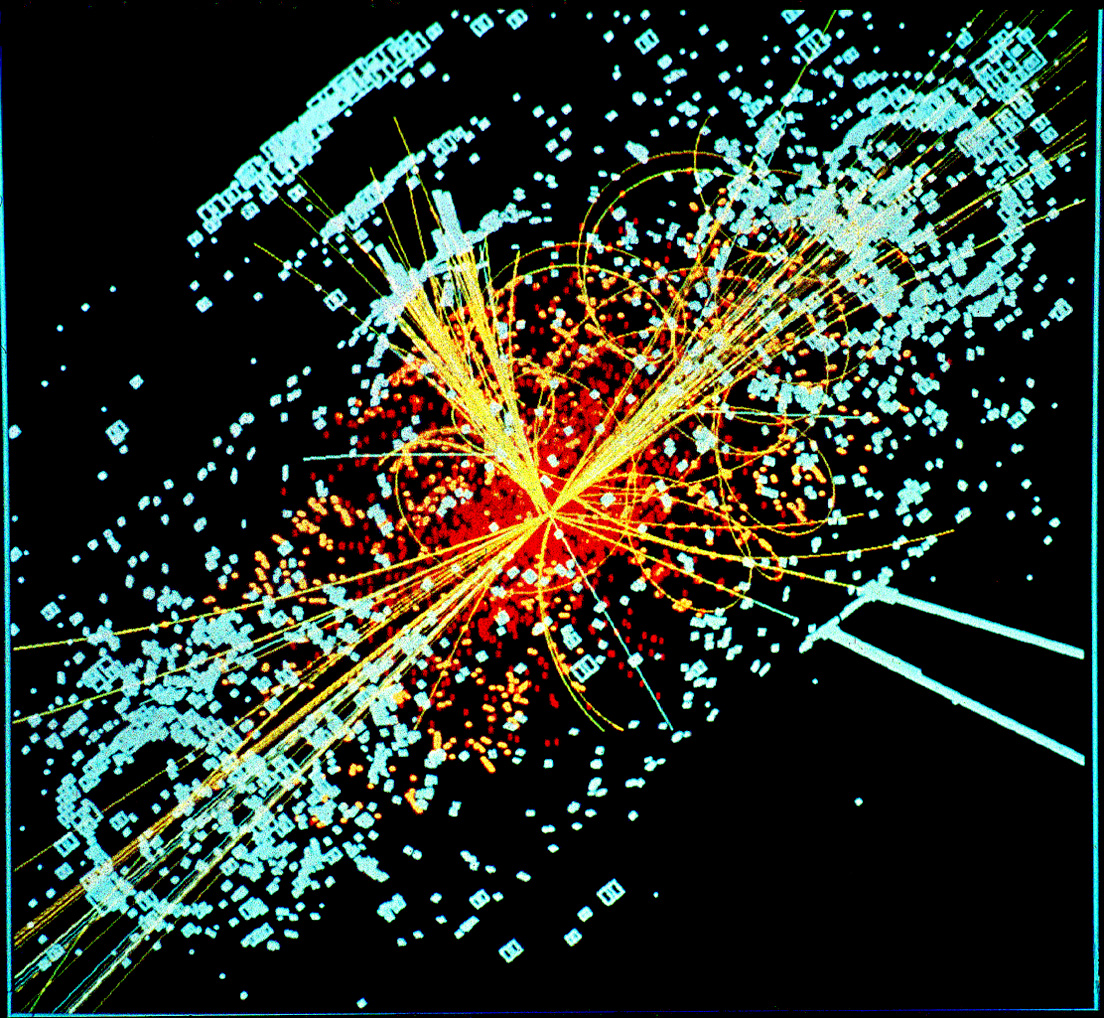
Simulazione Geant4 di un evento in un acceleratore di particelle che dovrebbe generare un bosone di Higgs

Come detto, ci si aspettava che LHC, che dopo una lunga pausa aveva iniziato a raccogliere dati dall'autunno 2009, fosse in grado di confermare l'esistenza di tale bosone. Il 13 dicembre 2011, in un seminario presso il CERN, veniva illustrata una serie di dati degli esperimenti ATLAS e CMS, coordinati dai fisici Fabiola Gianotti e Guido Tonelli, che individuavano il bosone di Higgs in un intervallo di energia fra i 124 e 126 GeV con una probabilità prossima al 99%. Benché tale valore fosse sicuramente notevole, la comunità della fisica delle particelle richiede che, prima di poter annunciare ufficialmente una scoperta, sia raggiunta una probabilità di errore dovuto a casuali fluttuazioni quantistiche (in gergo valore p) non superiore allo 0,00006% (un valore di 5 in termini di deviazioni standard, indicate anche con la lettera greca sigma).
Il 5 aprile 2012, nell'anello che corre con i suoi 27 km sotto la frontiera tra Svizzera e Francia, veniva raggiunta l'energia massima mai toccata di 8 000 miliardi di elettronvolt (8 TeV). Gli ulteriori dati acquisiti permettevano di raggiungere la precisione richiesta e il 4 luglio 2012, in una conferenza tenuta nell'auditorium del CERN, presente Peter Higgs, i portavoce dei due esperimenti, Fabiola Gianotti per l'esperimento ATLAS e Joseph Incandela per l'esperimento CMS, davano l'annuncio della scoperta di una particella compatibile con il bosone di Higgs, con una massa intorno ai 126,5 GeV/c2 per ATLAS e ai 125,3 GeV/c2 per CMS.
La scoperta veniva ufficialmente confermata il 6 marzo 2013, nel corso di una conferenza tenuta dai fisici del CERN a La Thuile. I dati relativi alla particella erano tuttavia ancora incompleti. L'8 ottobre 2013 Peter Higgs e François Englert venivano insigniti del premio Nobel per la fisica per la scoperta del meccanismo di Higgs.
Dopo due anni di pausa tecnica, nel giugno 2015 LHC riprendeva gli esperimenti con una energia di 13 TeV, avvicinandosi a quella massima prevista di 14 TeV e consentendo nuove misurazioni per il completamento delle caratteristiche del bosone di Higgs.

## Bosone (campo) di Higgs e teoria elettrodebole
Il bosone di Higgs è il quanto di uno dei componenti di un campo scalare complesso che è il campo di Higgs. Come bosone scalare ha spin zero, è la sua stessa antiparticella ed è pari sotto un'operazione di simmetria CP.
Secondo la teoria cosmologica prevalente, il campo di Higgs permea tutto lo spazio vuoto dell'universo in qualsiasi istante. Nei momenti iniziali (in termini del miliardesimo di secondo) dopo il Big Bang tale campo avrebbe subìto un processo di condensazione tachionica, acquisendo un valore di aspettazione del vuoto non-zero che assumerebbe un ruolo fondamentale, innescando un "meccanismo" che dà massa ai bosoni vettori W e Z e allo stesso bosone di Higgs (mentre il fotone rimane senza massa) e provocando di conseguenza la rottura spontanea della simmetria di gauge elettrodebole. Il meccanismo di Higgs così concepito è il più semplice in grado di dare massa ai bosoni di gauge, garantendo la compatibilità con le teorie di gauge.
Entrando più in dettaglio, il campo di Higgs consiste in realtà di due campi complessi: doppietto di isospin debole (gruppo di simmetria SU(2)L) e singoletto di ipercarica debole (gruppo U(1)Y) con valore di ipercarica pari a +1; ne discende che il campo con terza componente di isospin debole +½ ha carica elettrica +1, mentre l'altro (isospin -½) è neutro. Assumendo, come già accennato, che la componente reale del campo neutro, la cui particella corrisponde al bosone di Higgs, abbia un valore di aspettazione sul vuoto non nullo e generi di conseguenza una rottura di simmetria, i restanti tre campi reali (due dal campo carico e uno formato dalla parte immaginaria del campo neutro) sarebbero tre bosoni di Goldstone, per definizione privi di massa e scalari (cioè a 1 grado di libertà). Ma dato che, per il meccanismo di Higgs, i campi di gauge sono accoppiati ai campi di Higgs tramite le derivate covarianti, i bosoni di Goldstone divengono le componenti longitudinali dei bosoni W+, W− e Z0, i quali, passando perciò dai 2 ai 3 gradi di libertà di polarizzazione, acquistano massa.
Come già detto, il Modello standard non predice il valore della massa del bosone di Higgs. Poiché il valore individuato sperimentalmente è 125 GeV, la teoria risulta valida a tutte le scale di energia fino alla scala di Planck (1016 TeV). Il valore di energia più elevato consentito dalla teoria in assenza del bosone di Higgs (o di qualche altro meccanismo di rottura della simmetria elettrodebole) sarebbe invece ipotizzabile intorno a 1,4 TeV; oltre questo punto il Modello standard diventerebbe inconsistente poiché l'unitarietà probabilistica risulterebbe violata in alcuni processi di scattering. In particolare lo scambio di bosoni di Higgs elimina l'andamento incoerente ad alte energie dell'ampiezza di probabilità nello scattering elastico delle componenti longitudinali di due bosoni W.

## Bosone (campo) di Higgs e massa dei fermioni
Il campo di Higgs è considerato responsabile anche della massa dei fermioni elementari (leptoni e quark) attraverso l'estensione del "meccanismo" all'interazione di Yukawa: secondo la teoria, nel momento in cui esso acquisisce un valore di aspettazione del vuoto non zero, determina, mantenendo sempre la compatibilità di gauge, rottura spontanea della simmetria chirale, con comparsa nella lagrangiana di un termine che descrive, in modalità di campo (senza quantificarla), la massa del fermione corrispondente. Rispetto al meccanismo di Higgs nell'interazione elettrodebole, i cui parametri hanno chiare interpretazioni teoriche, in questo caso il procedimento teorico risulta molto meno predittivo in quanto i parametri dell'interazione devono essere introdotti ad hoc.

## Modelli alternativi
Sono stati sviluppati modelli in cui molte caratteristiche teoriche del settore di Higgs nel Modello standard possono essere riprodotte dall'introduzione di un settore extra dimensionale, o comunque da una estensione della simmetria elettrodebole. Tali modelli, che cercano di trovare alternative al meccanismo di Higgs, sono noti come modelli Higgsless.

## Nella cultura di massa
Il bosone di Higgs è divenuto noto al grande pubblico e ai media anche con la denominazione di "particella di Dio" (God particle), derivante dal titolo del libro di divulgazione fisica di Leon Lederman, La particella di Dio: se l'universo è la domanda, qual è la risposta?, pubblicato nel 1993. Tale titolo derivò da un cambiamento da parte dell'editore del soprannome di "Goddamn particle" (particella maledetta), originalmente scelto dall'autore in riferimento alla difficoltà della sua individuazione. Higgs, che era ateo,ha dichiarato di non condividere questa espressione, trovandola potenzialmente offensiva nei confronti delle persone di fede religiosa.